# Luxemburg (Wisconsin)
Luxemburg é uma vila localizada no estado norte-americano de Wisconsin, no Condado de Kewaunee.

## Demografia
Segundo o censo norte-americano de 2000, a sua população era de 1935 habitantes.
Em 2006, foi estimada uma população de 2241, um aumento de 306 (15.8%).

## Geografia
De acordo com o United States Census Bureau tem uma área de
5,4 km², dos quais 5,4 km² cobertos por terra e 0,0 km² cobertos por água. Luxemburg localiza-se a aproximadamente 218 m acima do nível do mar.

## Localidades na vizinhança
O diagrama seguinte representa as localidades num raio de 24 km ao redor de Luxemburg.